# Miriam Vogt
Miriam Vogt (ur. 20 marca 1967 w Starnberg) – niemiecka narciarka alpejska, mistrzyni świata.

## Kariera
Pierwszy raz na arenie międzynarodowej pojawiła się w 1985 roku, startując podczas mistrzostw świata juniorów w Jasnej. Jej najlepszym wynikiem było tam ósme miejsce w slalomie.
Pierwsze punkty w zawodach Pucharu Świata wywalczyła 10 stycznia 1986 roku w Bad Gastein, gdzie zajęła 11. miejsce w zjeździe. Pierwszy raz na podium zawodów pucharowych stanęła 27 stycznia 1990 roku w Santa Caterina, kończąc rywalizację w tej konkurencji na drugiej pozycji. W zawodach tych rozdzieliła Michelę Figini ze Szwajcarii i Austriaczkę Petrę Kronberger. W kolejnych startach jeszcze siedmiokrotnie stawała na podium zawodów PŚ, odnosząc przy tym jedno zwycięstwo: 12 grudnia 1992 roku w Vail była najlepsza w zjeździe. Najlepsze wyniki osiągnęła w sezonie 1992/1993, kiedy zajęła czwarte miejsce w klasyfikacji generalnej, w klasyfikacji kombinacji była druga, a w klasyfikacji zjazdu była trzecia. Drugie miejsce w klasyfikacji kombinacji zajęła też w rok wcześniej.
Największy sukces w karierze osiągnęła w 1993 roku, kiedy na mistrzostwach świata w Morioce zdobyła złoty medal w kombinacji. Wyprzedziła tam Picabo Street z USA i Austriaczkę Anitę Wachter. Był to jej jedyny medal wywalczony na międzynarodowej imprezie tej rangi. Była też między innymi czwarta w tej samej konkurencji podczas mistrzostw świata w Saalbach-Hinterglemm dwa lata wcześniej. Walkę o podium przegrała tam z Vreni Schneider ze Szwajcarii o 1,88 pkt. W 1992 roku wystartowała na igrzyskach olimpijskich w Albertville, zajmując dziewiąte miejsce w zjeździe i kombinacji oraz osiemnaste w supergigancie. Brała też udział w igrzyskach w Lillehammer dwa lata później, gdzie była dziewiąta w kombinacji, dwunasta w zjeździe, a rywalizacji w slalomie nie ukończyła.
W 2001 roku zakończyła karierę.

## Osiągnięcia

### Igrzyska olimpijskie
| Miejsce | Dzień     | Rok  | Miejscowość | Konkurencja | Czas biegu | Strata     | Zwyciężczyni       |
| ------- | --------- | ---- | ----------- | ----------- | ---------- | ---------- | ------------------ |
| 9.      | 13 lutego | 1992 | Albertville | Kombinacja  | 2,55 pkt   | +45,97 pkt | Petra Kronberger   |
| 9.      | 15 lutego | 1992 | Albertville | Zjazd       | 1:52,55    | +1,34      | Kerrin Lee-Gartner |
| 18.     | 18 lutego | 1992 | Albertville | Supergigant | 1:21,22    | +4,18      | Deborah Compagnoni |
| 12.     | 19 lutego | 1994 | Lillehammer | Zjazd       | 1:35,93    | +1,93      | Katja Seizinger    |
| 9.      | 21 lutego | 1994 | Lillehammer | Kombinacja  | 3:05,16    | +4,98      | Pernilla Wiberg    |
| DNF1    | 26 lutego | 1994 | Lillehammer | Slalom      | 1:56,01    | -          | Vreni Schneider    |

### Mistrzostwa świata
| Miejsce | Dzień       | Rok  | Miejscowość   | Konkurencja | Czas biegu | Strata     | Zwyciężczyni       |
| ------- | ----------- | ---- | ------------- | ----------- | ---------- | ---------- | ------------------ |
| 12.     | 26 stycznia | 1991 | Saalbach      | Zjazd       | 1:29,12    | +1,44      | Petra Kronberger   |
| 4.      | 31 stycznia | 1991 | Saalbach      | Kombinacja  | 26,45 pkt  | +17,56 pkt | Chantal Bournissen |
| 1.      | 5 lutego    | 1993 | Morioka       | Kombinacja  | 3,39 pkt   | -          | -                  |
| 10.     | 9 lutego    | 1993 | Morioka       | Slalom      | 1:27,66    | +2,16      | Karin Buder        |
| 22.     | 10 lutego   | 1993 | Morioka       | Gigant      | 2:17,59    | +4,88      | Carole Merle       |
| 5.      | 11 lutego   | 1993 | Morioka       | Zjazd       | 1:27,38    | +0,75      | Kate Pace          |
| 19.     | 18 lutego   | 1996 | Sierra Nevada | Zjazd       | 1:54,06    | +2,60      | Picabo Street      |
| 7.      | 19 lutego   | 1996 | Sierra Nevada | Kombinacja  | 3:19,68    | +4,57      | Pernilla Wiberg    |
| 7.      | 15 lutego   | 1997 | Sestriere     | Kombinacja  | 3:03,38    | +1,31      | Isolde Kostner     |

### Mistrzostwa świata juniorów
| Miejsce | Dzień     | Rok  | Miejscowość | Konkurencja | Czas biegu | Strata | Zwyciężczyni   |
| ------- | --------- | ---- | ----------- | ----------- | ---------- | ------ | -------------- |
| 19.     | 28 lutego | 1985 | Jasná       | Zjazd       | 1:22,12    | +3,01  | Astrid Geisler |
| 16.     | 1 marca   | 1985 | Jasná       | Gigant      | 2:14,02    | +9,00  | Anita Wachter  |
| 8.      | 3 marca   | 1985 | Jasná       | Slalom      | 1:40,47    | +2,73  | Anita Wachter  |

### Puchar Świata

#### Miejsca w klasyfikacji generalnej
- sezon 1985/1986: 67.
- sezon 1986/1987: 77.
- sezon 1987/1988: 52.
- sezon 1989/1990: 26.
- sezon 1990/1991: 27.
- sezon 1991/1992: 8.
- sezon 1992/1993: 4.
- sezon 1993/1994: 38.
- sezon 1994/1995: 51.
- sezon 1995/1996: 30.
- sezon 1996/1997: 37.
- sezon 1997/1998: 56.

#### Miejsca na podium
1. Santa Caterina – 27 stycznia 1990 (zjazd) – 2. miejsce
2. Santa Caterina – 7 grudnia 1991 (supergigant) – 3. miejsce
3. Serre Chevalier – 21 grudnia 1991 (zjazd) – 3. miejsce
4. Grindelwald – 1 lutego 1992 (supergigant) – 2. miejsce
5. Grindelwald – 2 lutego 1992 (kombinacja) – 3. miejsce
6. Vail – 7 marca 1992 (zjazd) – 3. miejsce
7. Vail – 12 grudnia 1992 (zjazd) – 1. miejsce
8. Veysonnaz – 26 lutego 1993 (zjazd) – 3. miejsce